# Козе
Ко́зе (эст. Kose) — посёлок в одноимённой волости уезда Харьюмаа, Эстония. Административный центр волости Козе. 

## География и описание
Расположен в долине реки Пирита, в 31 км к юго-востоку от Таллина (41 км по шоссе). Высота над уровнем моря — 63 м.
Климат — умеренный. Официальный язык — эстонский. Почтовый индекс — 74001.

## Население
По данным переписи населения 2021 года, в Козе проживали 2229 человек, из них 2101 (94,4 %) — эстонцы.
Численность населения посёлка Козе по данным переписей населения:
| Год  | 1959 | 1970   | 1979   | 1989   | 2000   | 2011   | 2021   |
| ---- | ---- | ------ | ------ | ------ | ------ | ------ | ------ |
| Чел. | 1024 | ↗ 1330 | ↘ 1328 | ↗ 2261 | ↘ 2260 | ↘ 2097 | ↗ 2229 |

## История
Впервые упоминается в Датской поземельной книге 1241 года как Cosius. В 1346 году упоминается Koschal (мыза и мельница), в 1379 году — Coskel, в 1639 году —Koschke, в 1726 году — Kosch (деревня), в 1796 году — Kosch (церковь и церковная мыза), Kosse (деревня, мельница и корчма). В 1913 году населённый пункт упоминается как мѣстечко Кошъ. Как посёлок стал формироваться в конце XIX века. 
В 1950—1959 годах посёлок Козе был центром Козеского района. Затем до 1991 года являлся экономическим и культурным центром юго-восточной части Харьюского района и важным дорожным узлом на шоссе Таллин—Тарту. В 1966 году в его окрестностях был построен туберкулёзный санаторий.
Расположенная в Козе лютеранская церковь Святого Николая (архитектурный памятник), построенная в 1231 году, является одной из старейших в Эстонии. На кладбище при церкви похоронен знаменитый российский мореплаватель Отто Коцебу, его могила является историческим памятником.
В советское время в посёлке работали: отделение детской мебели фабрики «Стандард», цех Таллинского комбината молочных продуктов, цех комбината бытового обслуживания «Харью», отделение Харьюского потребительского кооператива, средняя школа (основана в 1840 году как церковно-приходская школа), дом культуры, краеведческий музей  (основан в 1960 году), библиотека и другие учреждения.

### Памятники

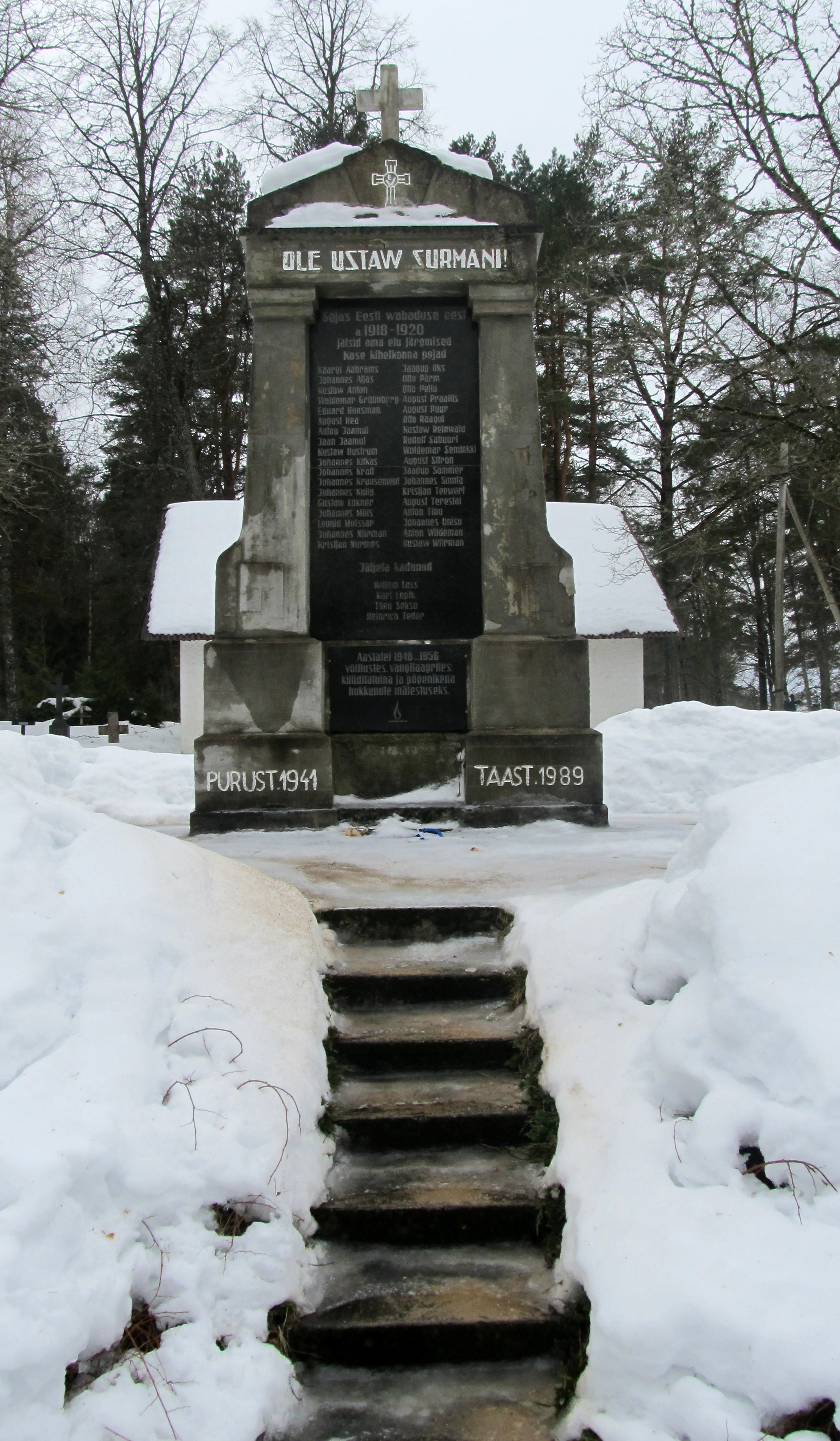
Памятник Эстонской Освободительной войне

Советский памятник на братской могиле павших во II мировой войне. Ликвидирован в 2023 году

На поселковом кладбище находится памятник Эстонской освободительной войне. Памятник был ликвидирован советскими властями в 1941 году и восстановлен в 1991 году. Внесён в Государственный регистр памятников культуры как исторический памятник. Представляет собой символический портал порога часовни, увенчанный мраморным крестом. От двухступенчатого основания поднимаются вверх сужающиеся угловые пилястры, завершающиеся капителью. Колонны имеют простой архитрав с небольшим карнизом и двускатной крышей. По обеим сторонам щипца расположены стилизованные щиты с рельефным изображением Креста Свободы. На лицевой стороне памятника текст на эстонском языке «Будь верен до смерти», под ним, между пилястрами, на чёрной гранитной плите в углублении текст «В войне за свободу Эстонии 1918—1920 погибшие сыновья прихода Козе [36 имён]» и ниже надпись «Пропавшие без вести [54 имени]». В отличие от оригинала, на лицевой стороне восстановленного обелиска добавлен следующий текст: «В память о погибших в 1940...1956 годах в боях, в лагерях, депортированные и беженцы». На обратной стороне обелиска текст «Павшие в войне 1914-1918 [98 имён]», под ним — «Без вести пропавшие [54 имени]».
В 1941 году в районе посёлка отражали наступление войск вермахта 98-й стрелковый полк 10-й стрелковой дивизии Советской армии (командир генерал-майор И. Фадеев) и один батальон 1-го Латышского полка. В 1944 году здесь произошло столкновение между передовыми частями 30-го стрелкового корпуса Советской армии и ударными частями Харьюмааского батальона «Омакайтсе» и батальона Питки. В 1950 году на расположенной в посёлке братской могиле красноармейцев, павших в этих сражения Второй мировой войны, был установлен памятник-обелиск с надписью «Вечная слава героям, павшим в боях за свободу и независимость нашей Родины 1941—1945» (исторический памятник с 1997 до 2023 года, по советским данным 33 погибших, известны только 5 имён). Рабочая группа по советским памятникам при Госканцелярии Эстонии в своём протоколе от 30 ноября 2022 года признала этот памятник «красным монументом», подлежащим демонтажу с переносом останков на кладбище. Найденные при раскопках 13 сентября 2023 года останки 49 человек были перезахоронены 27 сентября на кладбище Козе.

## Инфраструктура
В 1983—2007 годах в посёлке работало профессионально-техническое учебное заведение: первоначальное название — профессионально-техническое училище № 340 (эст. Kutsekeskkool nr 40), с 1989 года — Козеская сельскохозяйственная школа (эст. Kose Põllumajanduskool), с 1997 года — Козеская школа обслуживания (эст. Kose Teeninduskool), в 2004 году объединённое с Таллинской Ласнамяэской школой механики (эст. Tallinna Lasnamäe Mehaanikakool). 
В 2014 году большой комплекс зданий бывшего профтехучилища был реконструирован, и стал многофункциональным культурно-образовательным центром. В нём  работают Козеский молодёжный центр, Козеская библиотека, Козеский культурный центр, Козеский дневной центр, детский сад и открытый 1 сентября 2020 года Козеский центр по интересам, объединивший в себе прежние музыкальную, художественную и спортивную школы. В посёлке есть гимназия.

## Экономика
Самым большим промышленным предприятием в Козе является завод «Lightfood», основанный в 2010 году на месте бывшего цеха компании «Tere» и производящий кисломолочный газированный напиток «Айран». Численность его работников по состоянию на 31 декабря 2024 года составила 10 человек. Самыми крупными работодателями в посёлке является гимназия и детский сад: соответственно 99 и 76 работников по состоянию на 31 декабря 2024 года.

## Галерея

Посёлок Козе
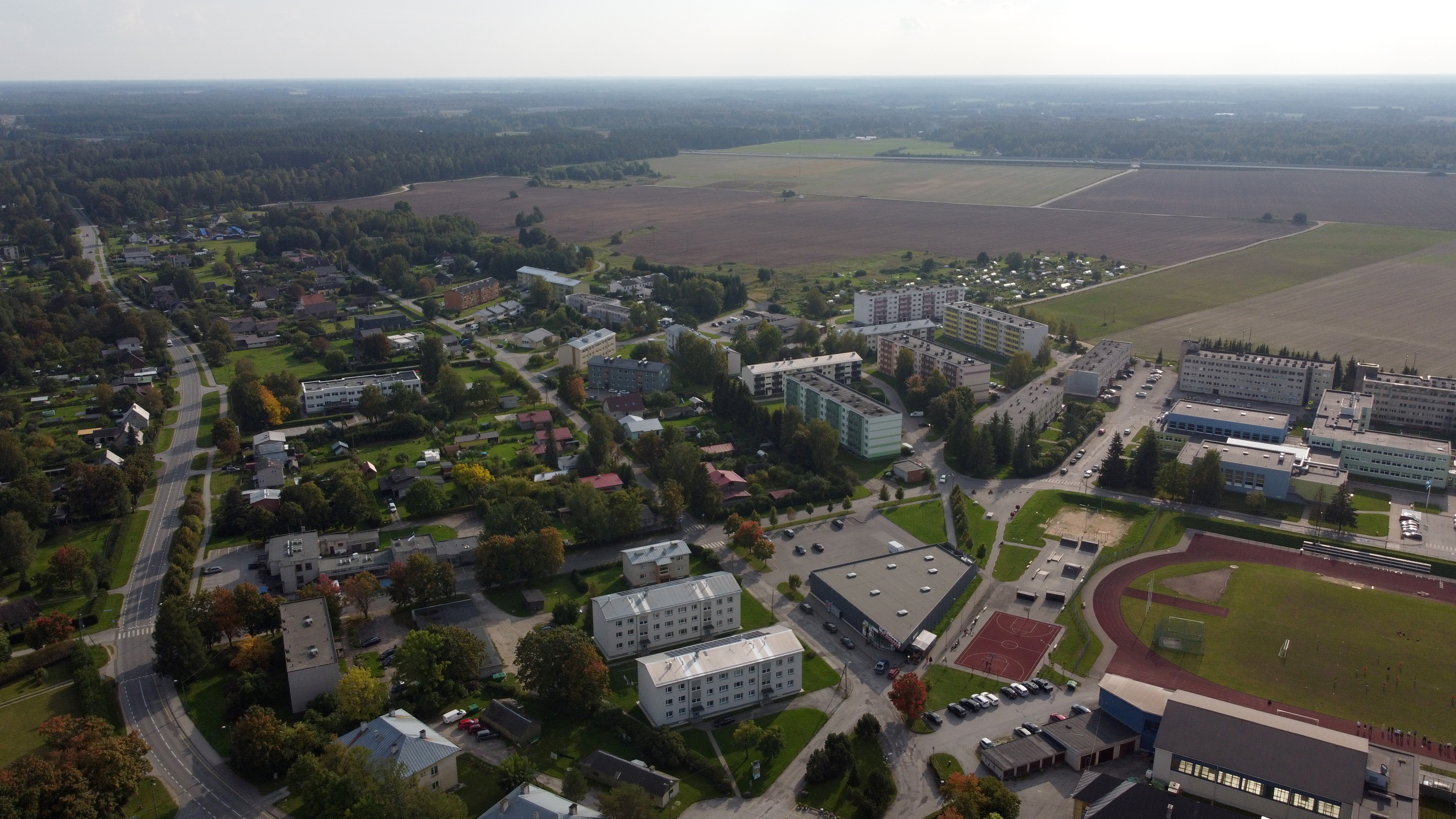
Южная часть посёлка
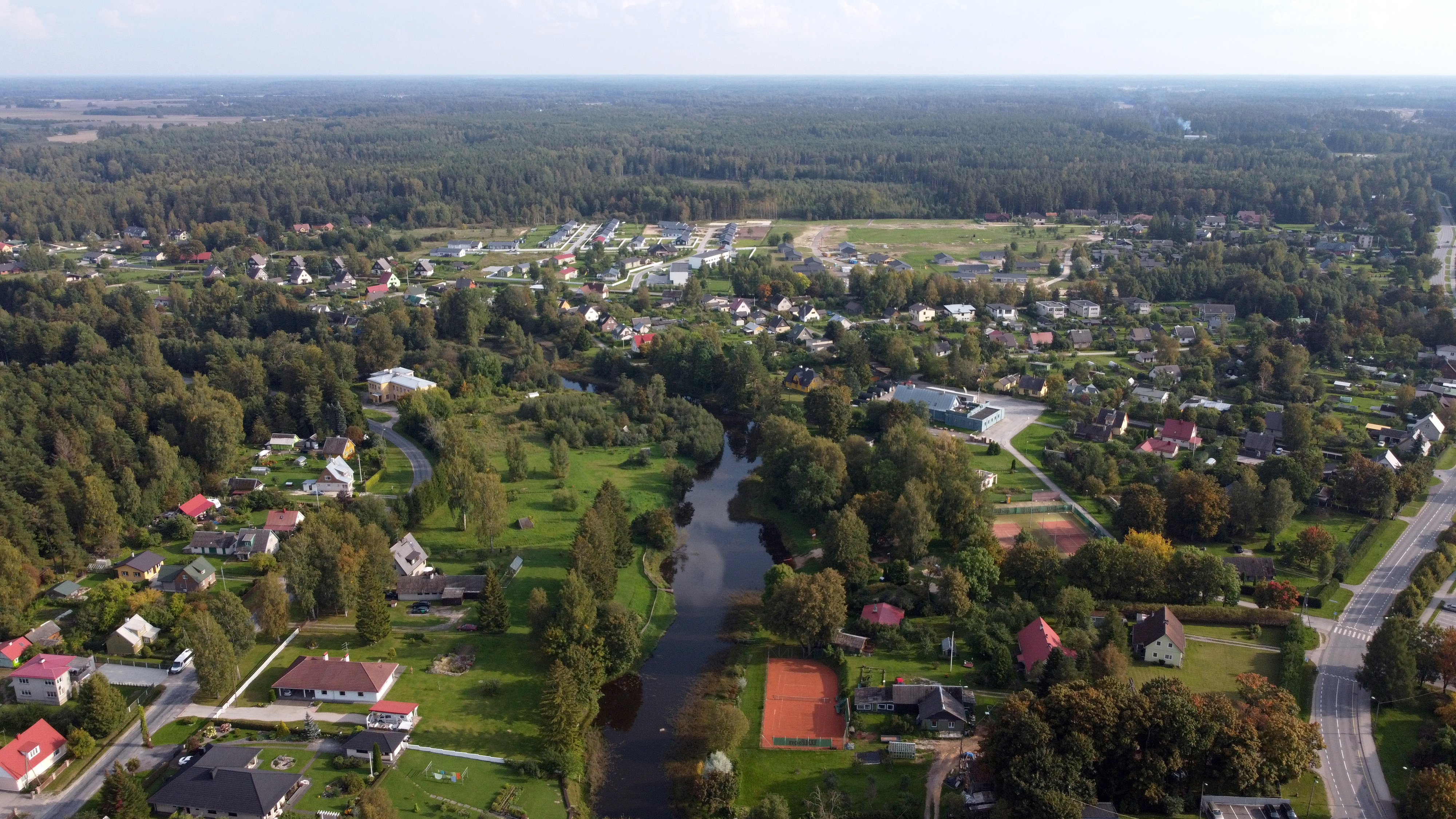
Юго-восточная часть посёлка
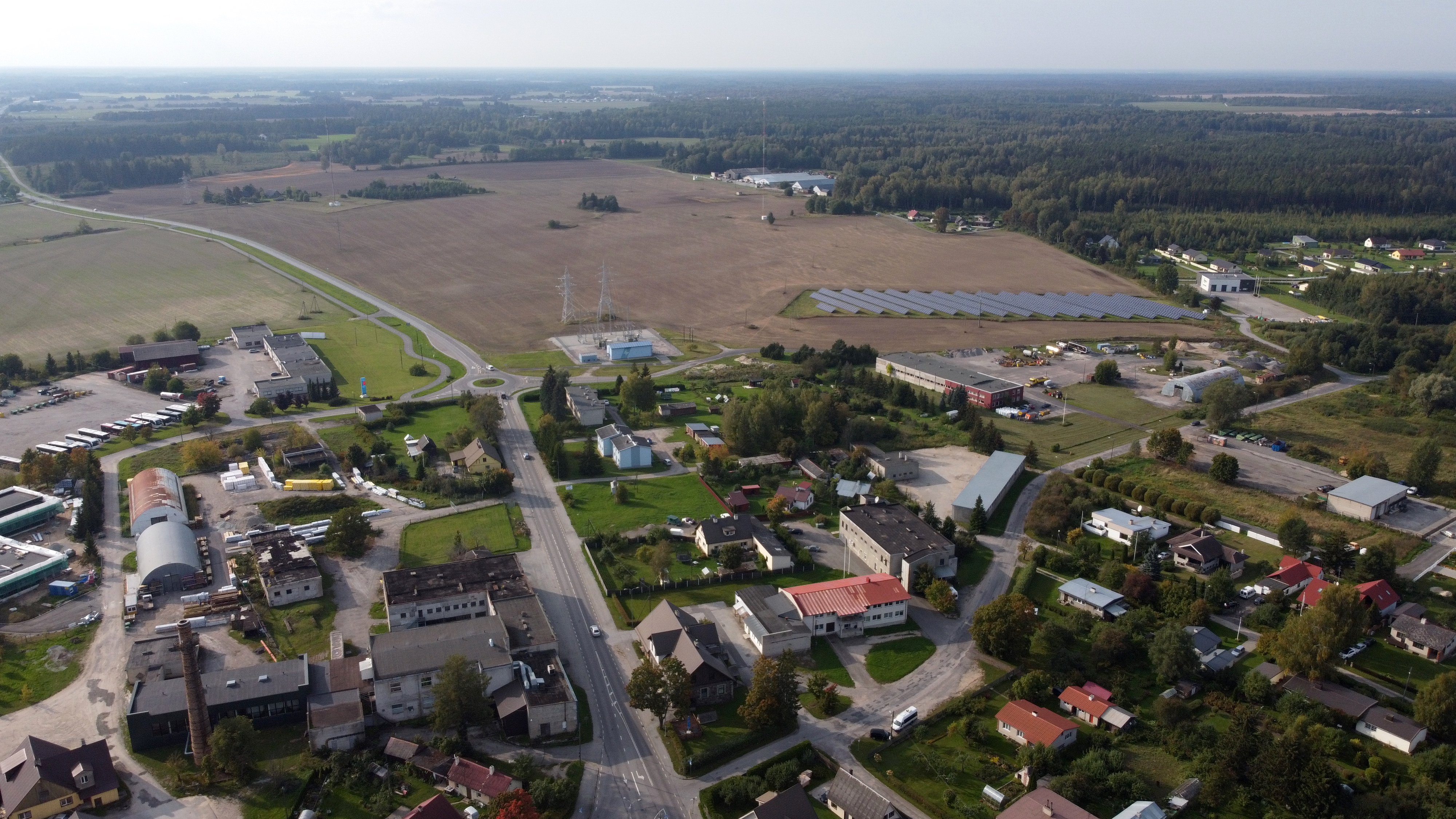
Западная часть посёлка
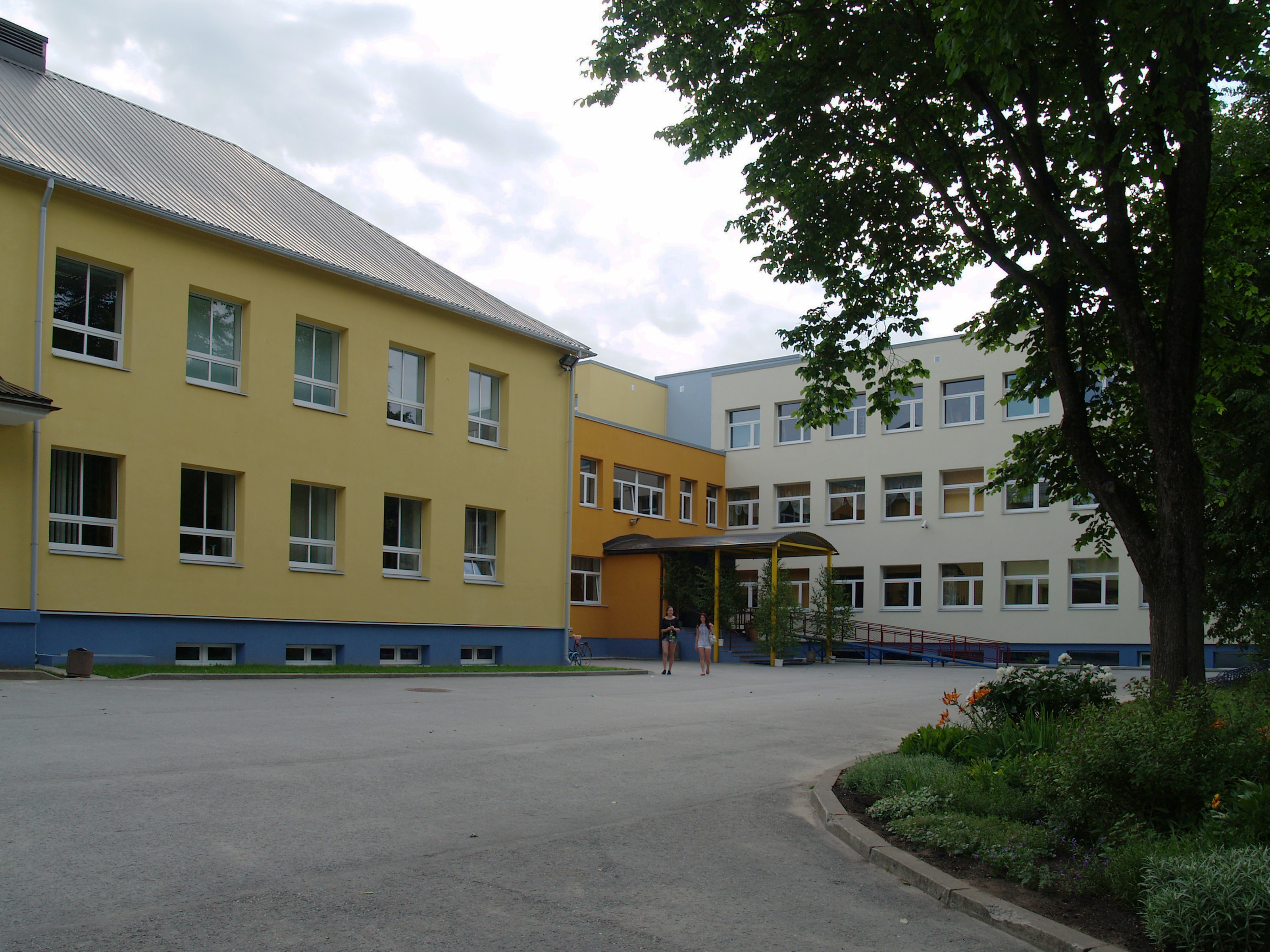
Козеская гимназия
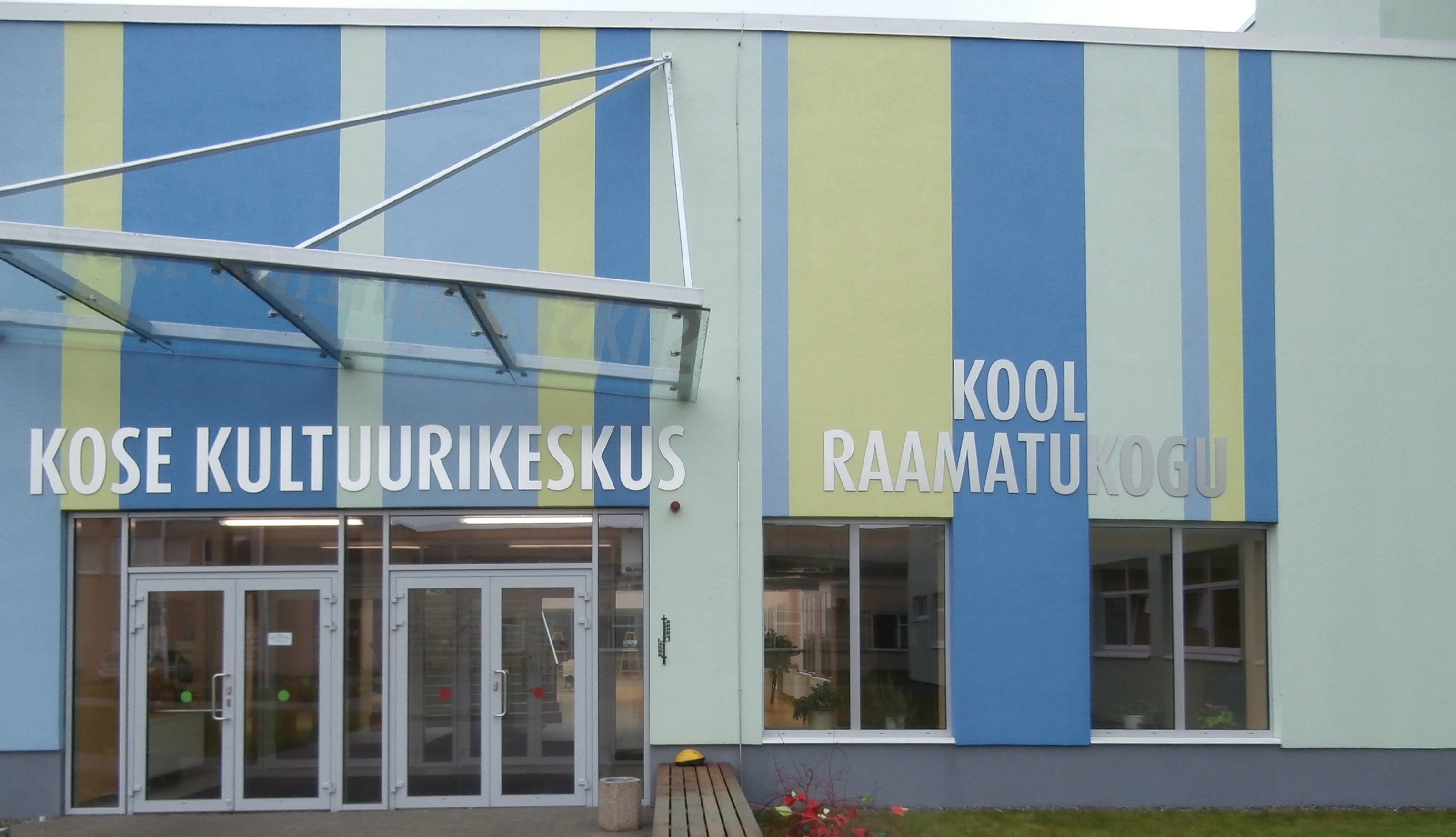
Культурный центр
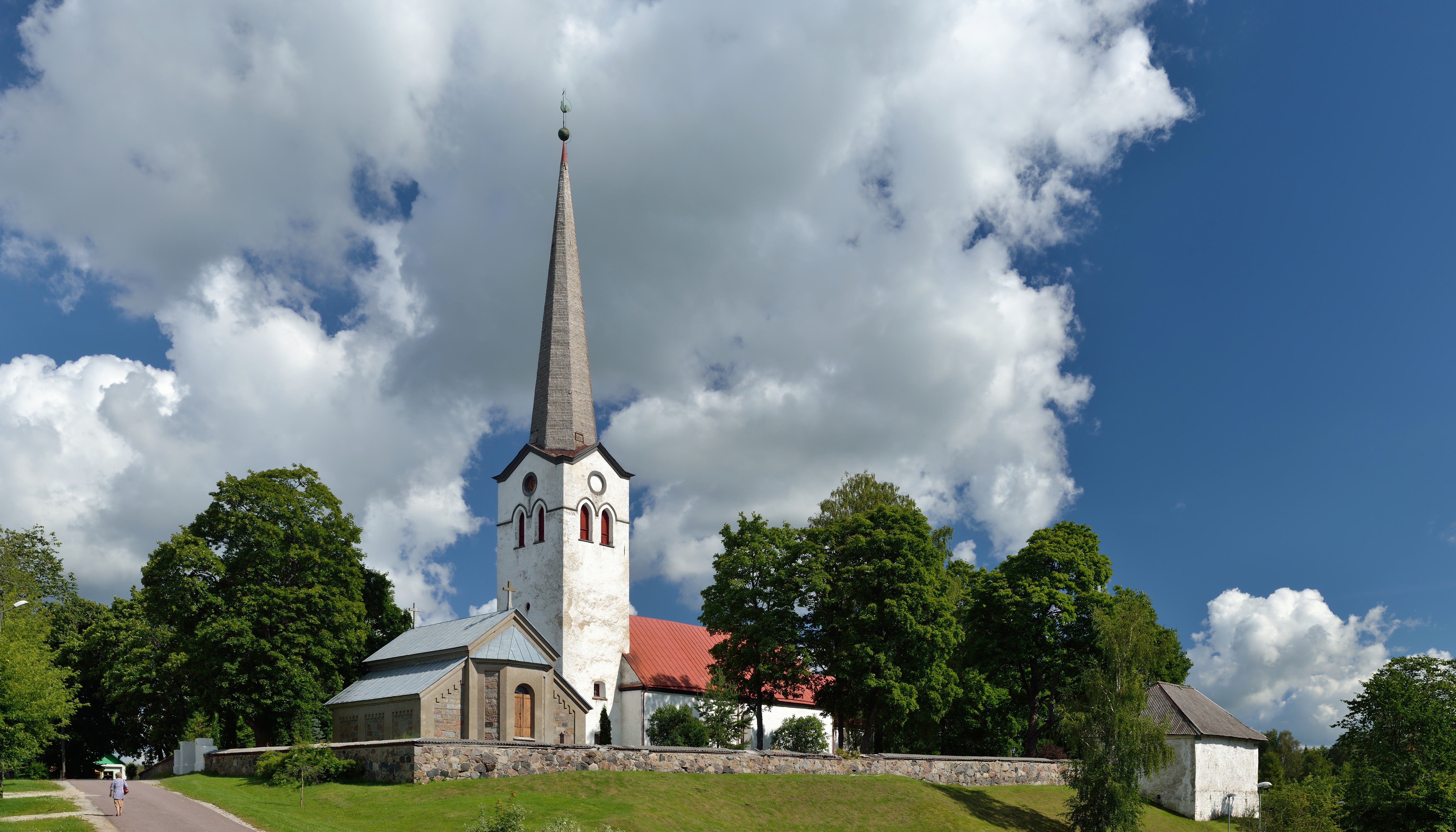
Козеская церковь Святого Николая
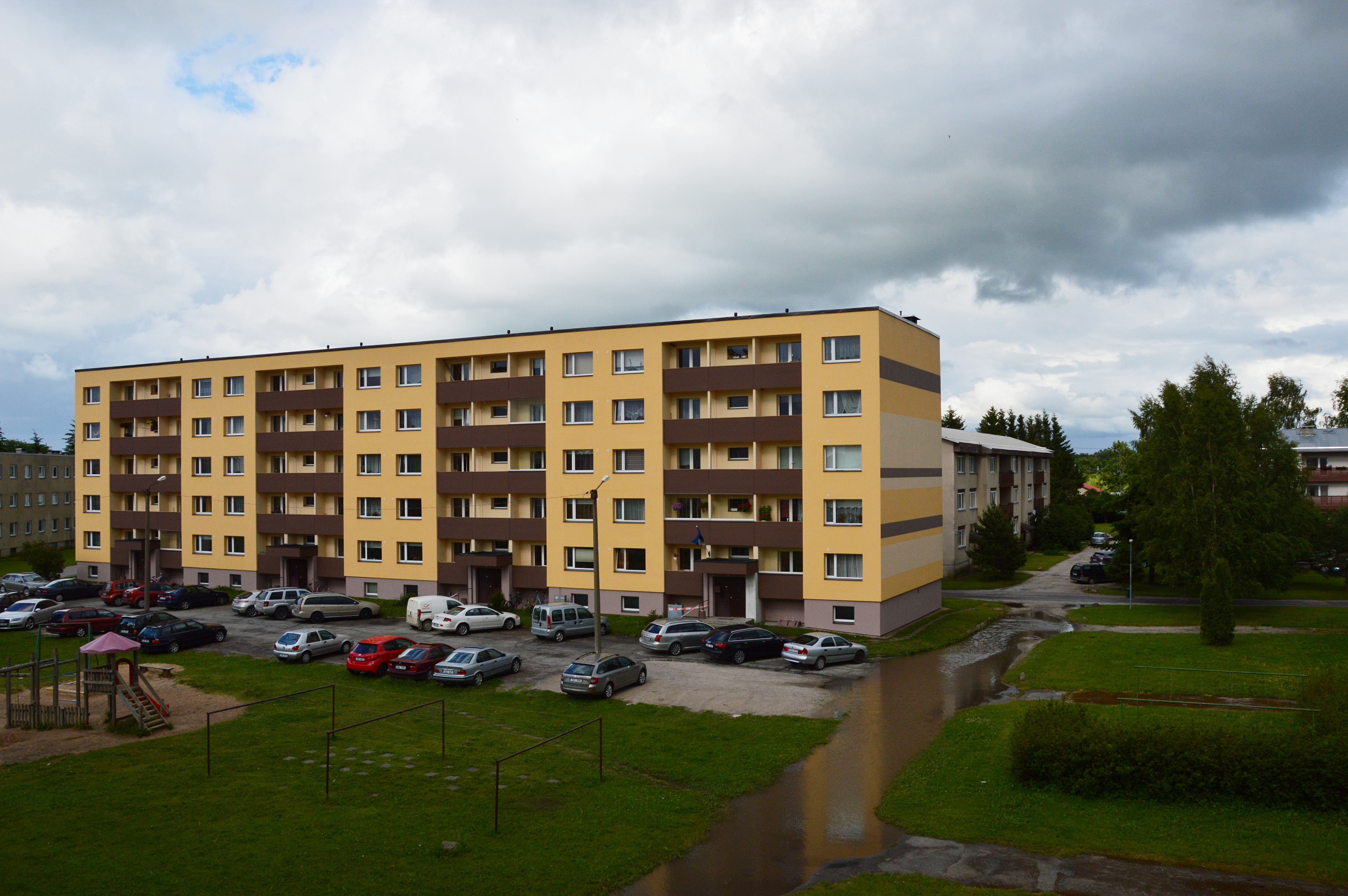
Многоквартирный дом на улице Вахтра
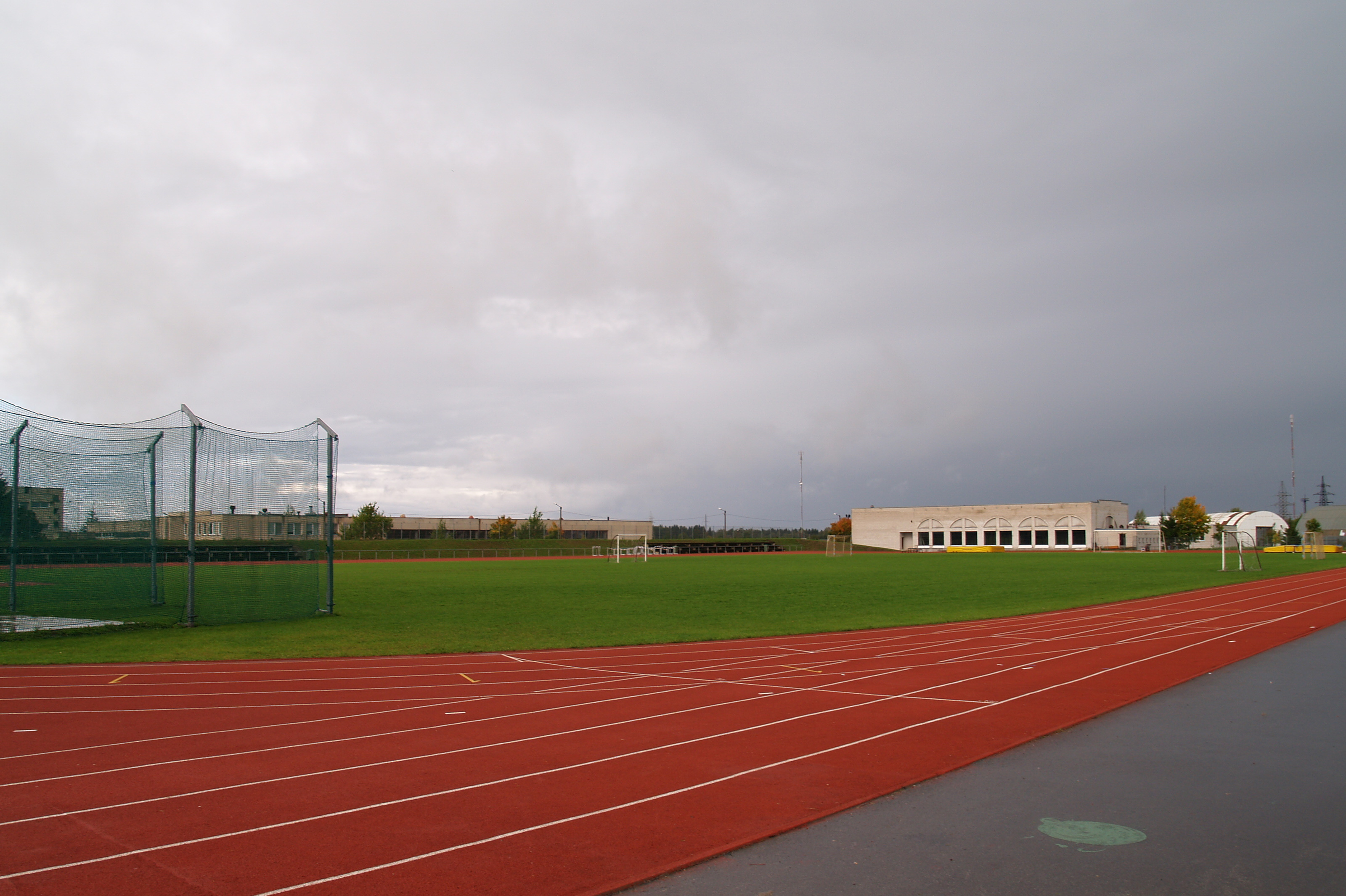
Стадион Козе
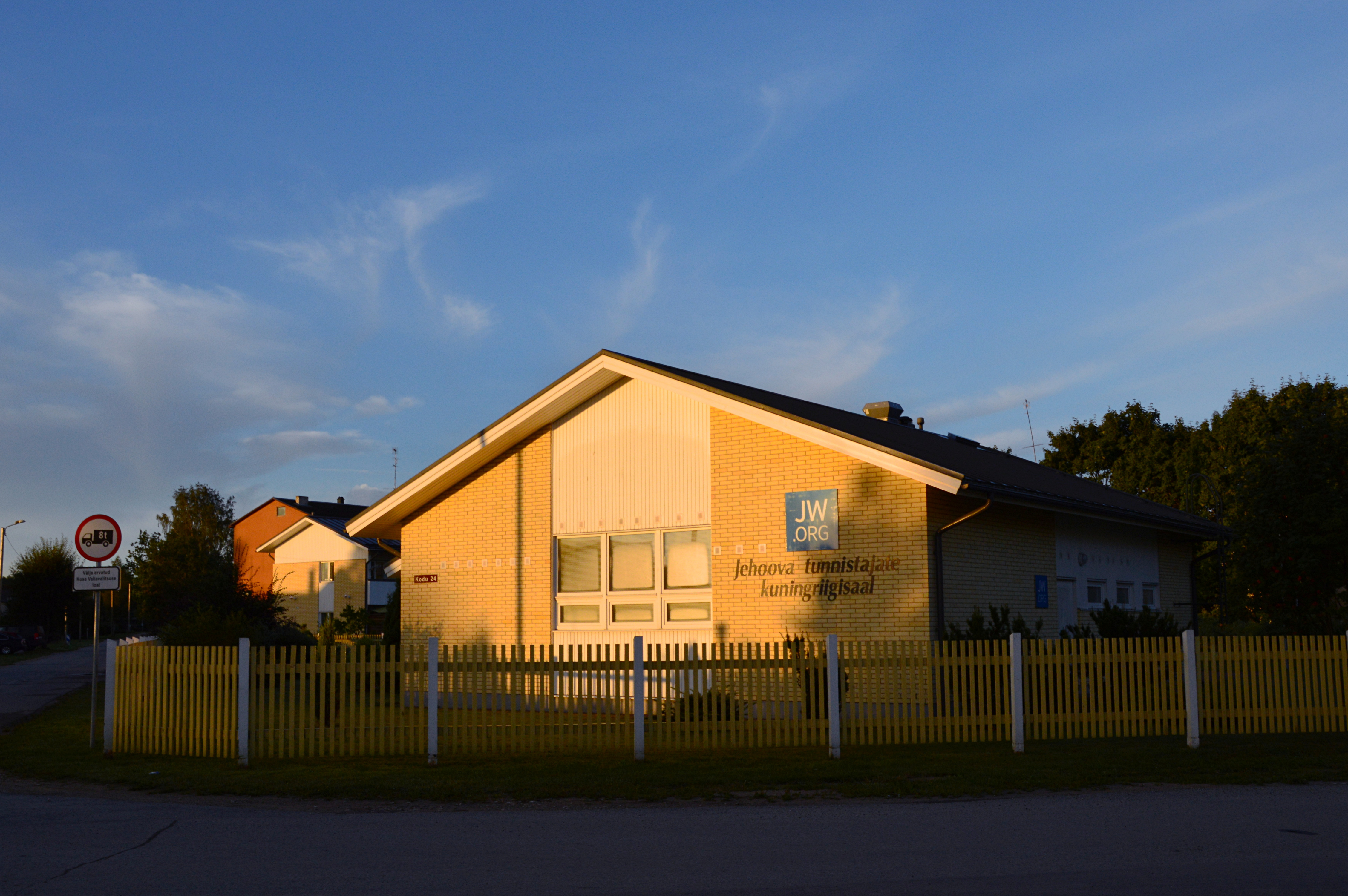
Зал царства Свидетелей Иеговы
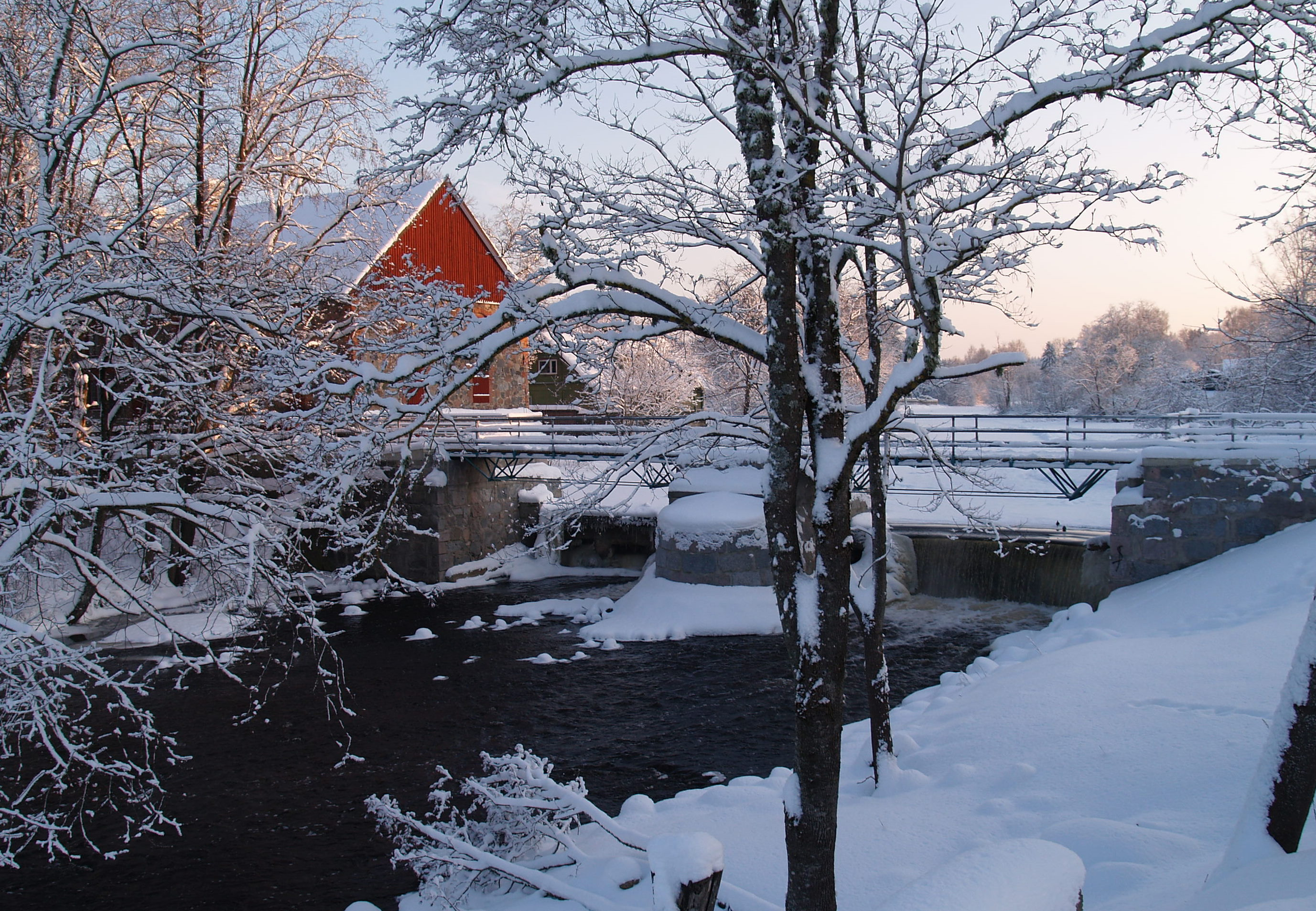
Река Пирита на территории посёлка